# Muro Leccese
Muro Leccese è un comune italiano di 4 624 abitanti della provincia di Lecce in Puglia. Situato nella parte centro-meridionale del Salento è stato uno dei più importanti centri messapici, di cui rimangono rilevanti reperti archeologici.

## Geografia fisica

### Territorio
Il territorio comunale di Muro Leccese, che si estende nella parte centrale della provincia con una superficie di 16,54 km², è situato a sud-est di Maglie nell'estremità meridionale della pianura salentina, un vasto e uniforme bassopiano del Salento compreso tra i rialti terrazzati delle Murge a nord e le Serre salentine a sud.
La morfologia del territorio è pianeggiante con un'altezza massima di 96 m s.l.m. il centro abitato, invece, registra un'altitudine che si aggira attorno agli 82 m s.l.m.
Confina a nord con i comuni di Maglie e Palmariggi, a est con il comune di Giuggianello, a sud con il comune di Sanarica, a ovest con il comune di Scorrano.
- Classificazione sismica: zona 4 (sismicità molto bassa), Ordinanza PCM n. 3274 del 20/03/2003

### Clima
Dai dati rilevati dalla stazione meteorologica di Lecce Galatina Muro Leccese (che rientra nel territorio del Salento orientale) presenta un clima mediterraneo, con inverni miti ed estati caldo umide. In base alle medie di riferimento, la temperatura media del mese più freddo, gennaio, si attesta attorno ai +9 °C, mentre quella del mese più caldo, agosto, si aggira sui +24,7 °C. Le precipitazioni, frequenti in autunno ed in inverno, si attestano attorno ai 626 mm di pioggia/anno. La primavera e l'estate sono caratterizzate da lunghi periodi di siccità.
Facendo riferimento alla ventosità, i comuni del Salento orientale sono influenzati fortemente dal vento attraverso correnti fredde di origine balcanica, oppure calde di origine africana.
| Muro Leccese               | Mesi | Mesi | Mesi | Mesi | Mesi | Mesi | Mesi | Mesi | Mesi | Mesi | Mesi | Mesi | Stagioni | Stagioni | Stagioni | Stagioni | Anno |
| Muro Leccese               | Gen  | Feb  | Mar  | Apr  | Mag  | Giu  | Lug  | Ago  | Set  | Ott  | Nov  | Dic  | Inv      | Pri      | Est      | Aut      | Anno |
| -------------------------- | ---- | ---- | ---- | ---- | ---- | ---- | ---- | ---- | ---- | ---- | ---- | ---- | -------- | -------- | -------- | -------- | ---- |
| T. max. media (°C)         | 12,6 | 13,2 | 15,0 | 18,3 | 22,6 | 26,8 | 29,2 | 29,6 | 26,2 | 21,8 | 17,6 | 14,2 | 13,3     | 18,6     | 28,5     | 21,9     | 20,6 |
| T. min. media (°C)         | 5,6  | 5,8  | 7,2  | 9,5  | 13,1 | 17,0 | 19,5 | 19,9 | 17,3 | 13,7 | 9,9  | 7,1  | 6,2      | 9,9      | 18,8     | 13,6     | 12,1 |
| Precipitazioni (mm)        | 71   | 60   | 65   | 40   | 33   | 20   | 16   | 22   | 49   | 80   | 97   | 74   | 205      | 138      | 58       | 226      | 627  |
| Umidità relativa media (%) | 78,7 | 78,2 | 77,8 | 77,3 | 76,2 | 72,9 | 70,9 | 72,4 | 76,5 | 79,2 | 80,5 | 80,3 | 79,1     | 77,1     | 72,1     | 78,7     | 76,7 |

- Classificazione climatica di Muro Leccese:[6]
  - Zona climatica: C
  - Gradi giorno: 1213

## Origini del nome
L'origine del nome è da ricondursi alla presenza dei resti delle antiche mura messapiche. La specifica è identificativa della zona in cui sorge. Secondo la mappa di Soleto, in età messapica, la città era conosciuta come MIOΣ, anche se non ci sono ulteriori tracce archeologiche a testimonianza di ciò. Potrebbe anche rifarsi alla storia poco più recente, nel 924 Muro fu assaltata dai Mori (conosciuti anche come Saraceni), di cui uno è presente anche sullo stemma cittadino.

## Storia
Muro Leccese, come tutta l'area della provincia, ha origini legate alla preistoria, perché l'intera Puglia presenta insediamenti umani sin dal periodo paleolitico.

### Origine e primi secoli
Le testimonianze dell'età del Bronzo, quali i menhir (ancora in dibattito sulla loro effettiva nascita storica) e quelle di età neolitica, confermano la presenza di insediamenti pre-messapici (XIII secolo a.C.). L'insediamento di Muro Leccese si deve ai Messapi. Questo popolo, a partire dall'VIII secolo a.C., trasformò l'abitato in un centro a carattere urbano, con case regolarmente allineate lungo le strade. L'antico centro messapico era inoltre racchiuso da una cinta muraria. Questo è testimoniato dai resti di una recinzione formata da blocchi squadrati, lunga 4 chilometri, che racchiude un'area di poco superiore a 100 ettari. Muro messapica risultava essere una delle città più floride e importanti del tempo.
Fu completamente rasa al suolo dalle truppe romane nel III secolo a.C. Successivamente le vicende del casale ricostruito dopo questa devastazione, sono insignificanti. L'unica notizia di una certa rilevanza è quella riguardante la distruzione di Muro nel 924 da parte dei Saraceni durante le loro scorribande in territorio salentino.

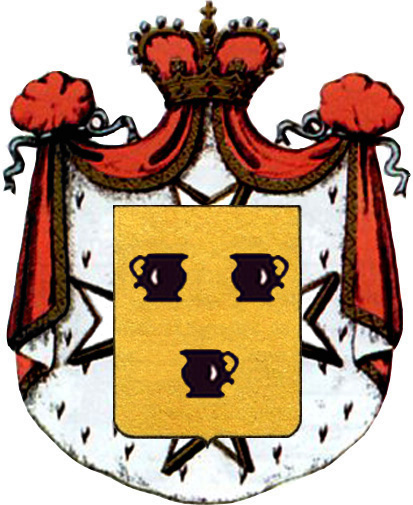
Stemma della famiglia Pignatelli

### Dal Medioevo all'Ottocento
Nel Medioevo e precisamente nel 1156, il normanno Guglielmo Bosco fu il primo principe di Muro; in seguito Ruggero figlio di Tancredi d'Altavilla conte di Lecce, concesse il feudo ad Alessandro Gothi. Nel periodo angioino il feudo appartenne alla casata dei De' Monti marchesi di Corigliano d'Otranto.
Nel XIV secolo il feudo di Muro Leccese fu riservato alla corona. Passò dunque alla famiglia degli Orsini Del Balzo principi di Taranto, che delimitarono i confini del feudo (1438), concedendolo ai Protonobilissimo, casata di origini tarantine. Costoro furono principi di Muro fino al 1774, quando la città passò al demanio.
Nel 1797 il feudo fu concesso da re Ferdinando al principe Antonio Maria Pignatelli di Belmonte: questa casata terrà il feudo fino al 1854, quando poi fu venduta al cavaliere Achille Tamborino. Dal 1861 seguì le sorti della Nazione.

### Simboli
Lo stemma e il gonfalone sono stati concessi con D.P.R. del 25 novembre 1988.
Stemma
Gonfalone

### Onorificenze
Nel 2017 è stata nominata città d'arte con economia prevalentemente turistica.

## Monumenti e luoghi d'interesse

### Architetture religiose

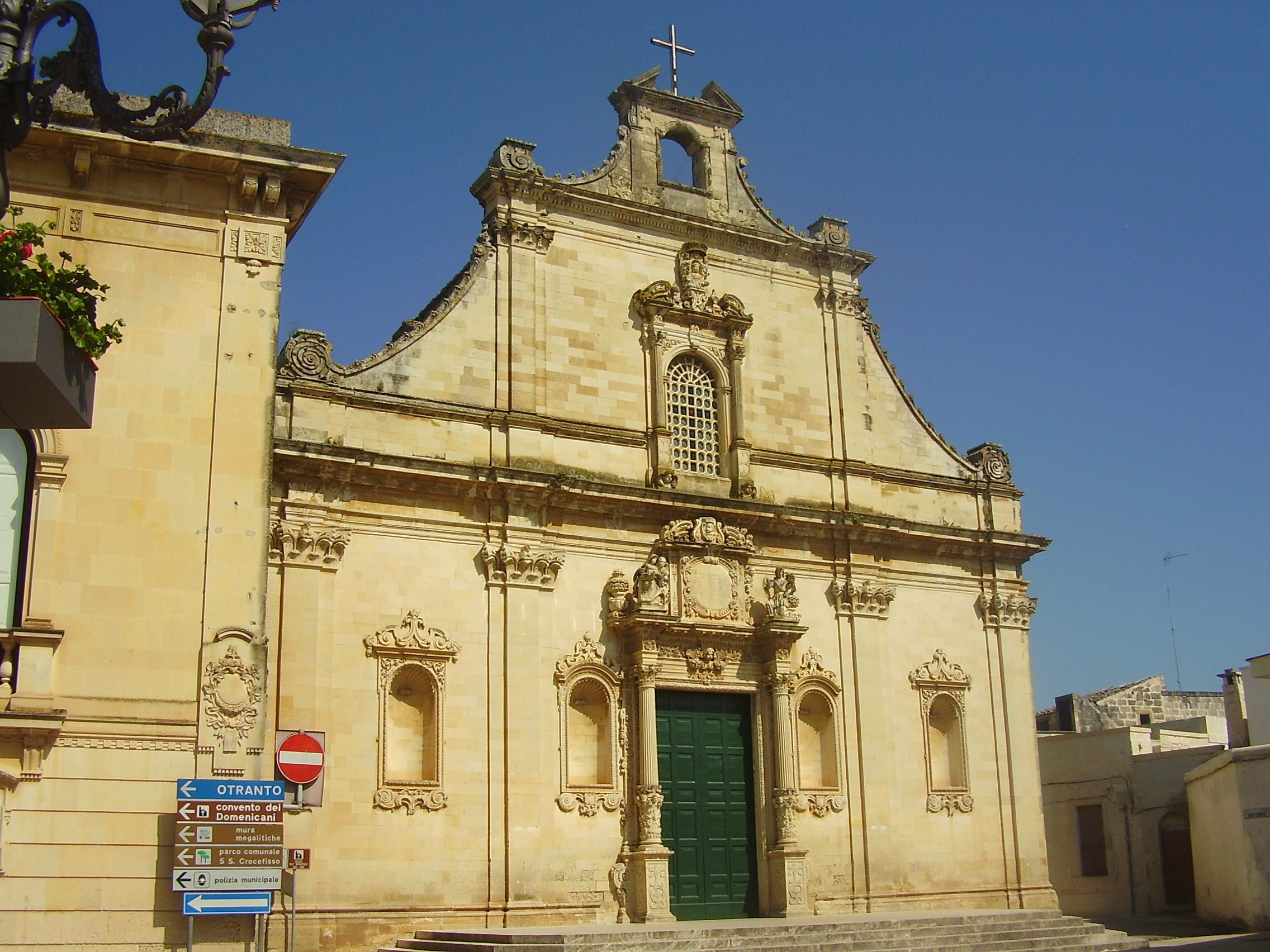
Chiesa Madre

#### Chiesa madre
La chiesa madre, dedicata alla Madonna Annunziata, fu costruita tra il 1680 e il 1693 su un preesistente edificio sacro di dimensioni inferiori.
Il prospetto, in pietra leccese, è diviso in due ordini da un'aggettante trabeazione sostenuta da lesene con capitelli corinzi. Il primo ordine è arricchito da quattro nicchie vuote e dal settecentesco portale barocco, inquadrato da due colonne reggenti l'architrave ospitante le statue della Madonna e dell'Angelo Gabriele, posto in asse con l'ampio finestrone dell'ordine superiore sormontato dallo stemma della cittadina raffigurante una testa di moro.
L'interno, a tre navate con breve transetto, presenta una copertura a stella e accoglie un altare maggiore della prima metà del XVII secolo proveniente dalla chiesa del convento dei Domenicani.

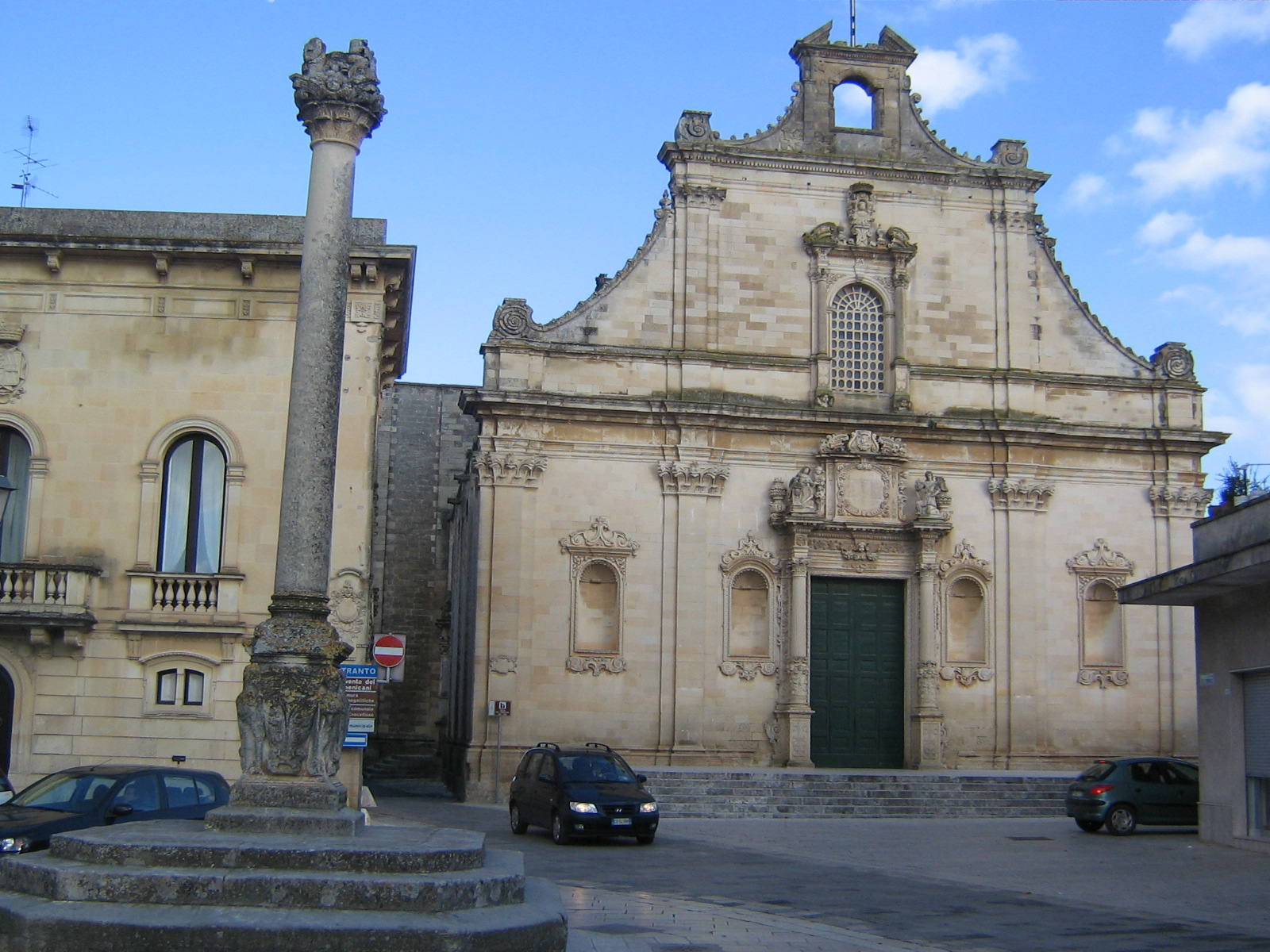
Altra veduta della chiesa madre, con antistante colonna celebrativa

Per la quantità di opere pittoriche, la struttura può essere definita una vera e propria pinacoteca. Diversi furono infatti i pittori che arricchirono l'edificio con i loro lavori: del murese Liborio Riccio sono i dipinti La cacciata dei mercanti dal Tempio e il Sacrificio di Abramo; del leccese Serafino Elmo sono le tele raffiguranti Davide danza durante il trasporto dell'arca, Eliodoro cacciato dal Tempio e le tele di Sant'Oronzo riguardanti la conversione e il martirio del Santo. Altre tele sono quelle della Madonna Annunziata, della Madonna Immacolata, della Madonna Assunta, della Madonna col Bambino tra san Giovanni Battista e san Francesco d'Assisi, di San Giuseppe, della Madonna fra san Carlo Borromeo e san Francesco di Paola, alcune delle quali posizionate sugli altari laterali elegantemente decorati con fregi, sculture e statue. Il pulpito, il coro e l'organo, tutti settecenteschi, completano la lista delle opere presenti in chiesa.

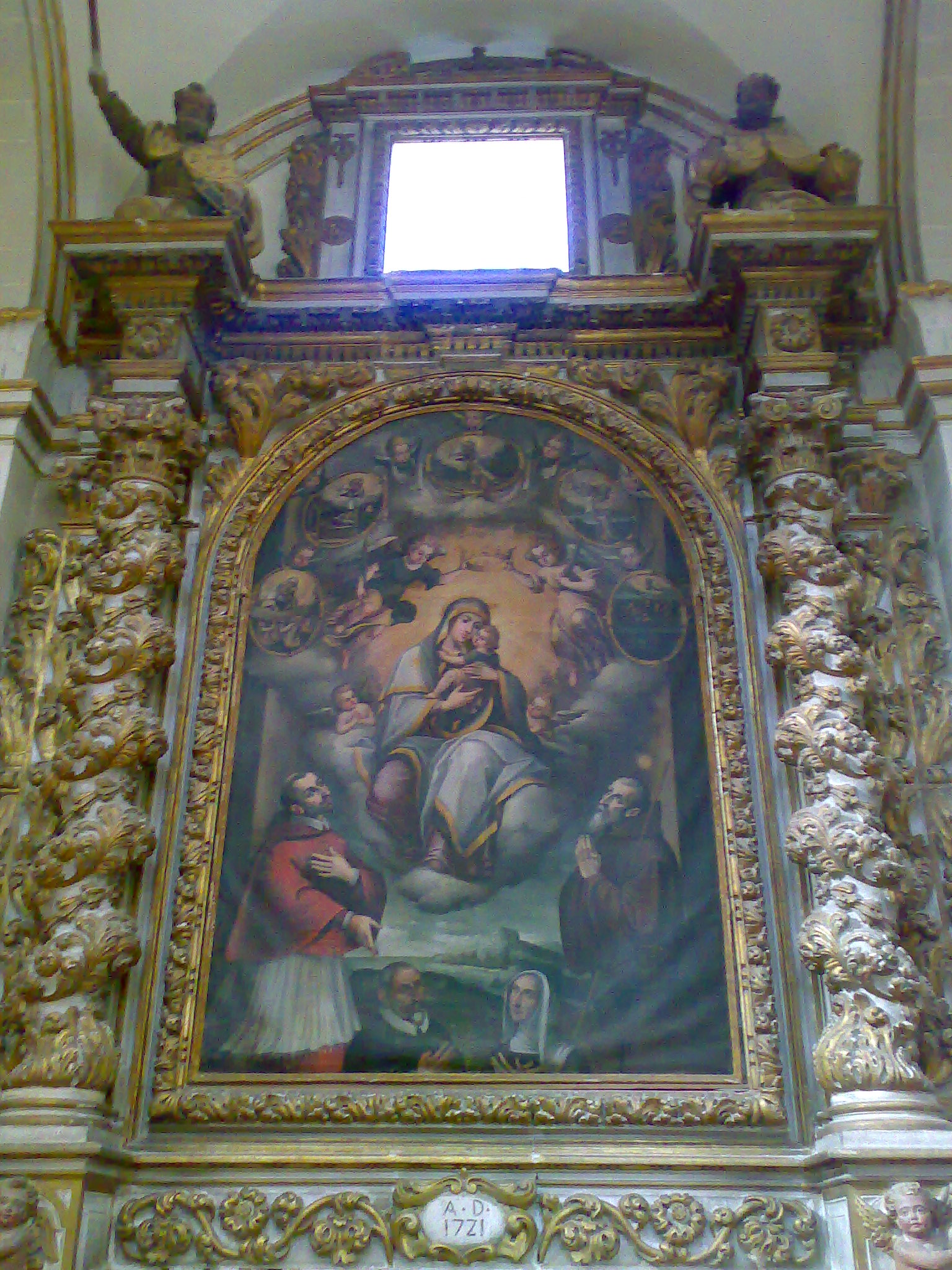
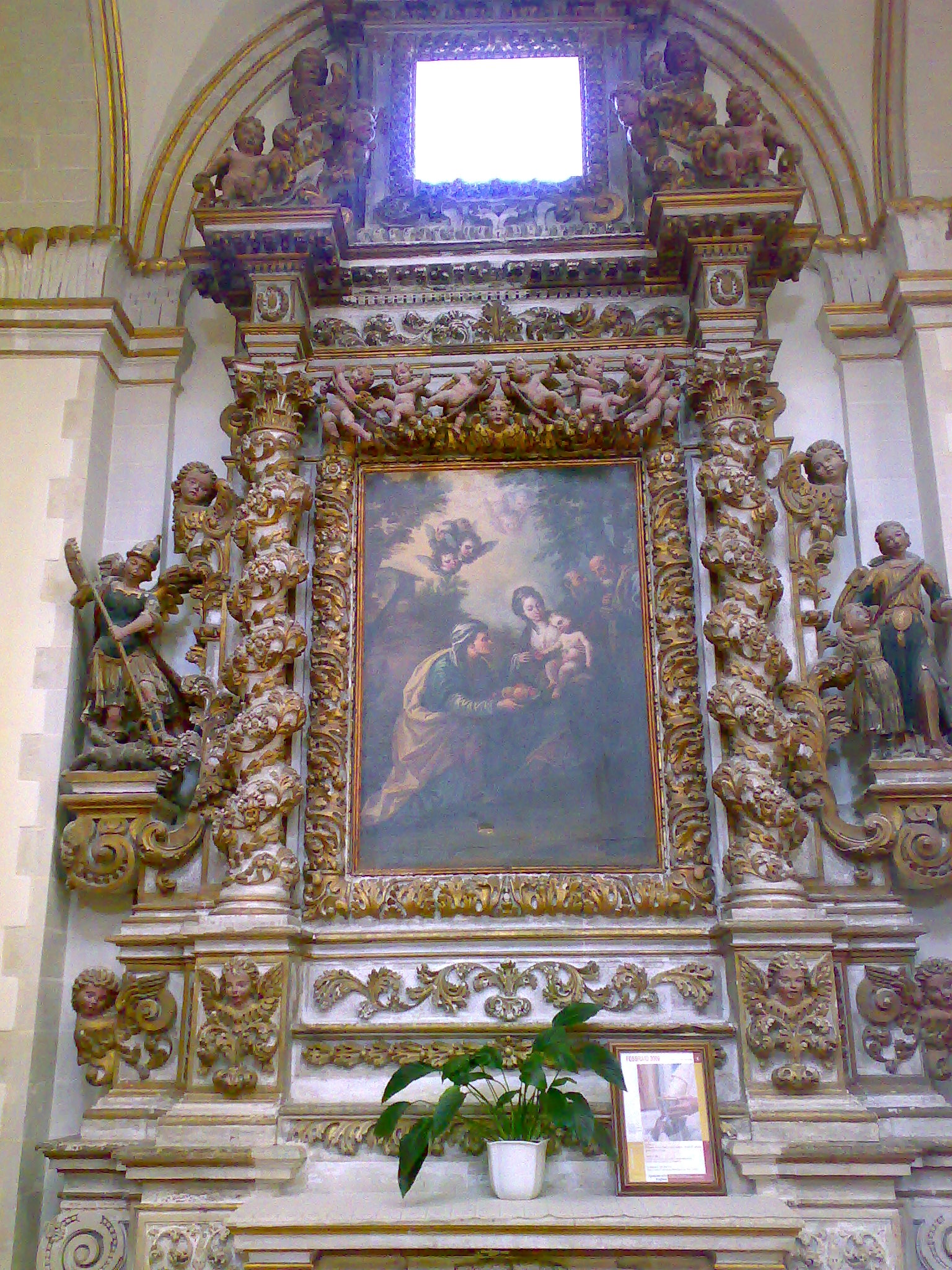
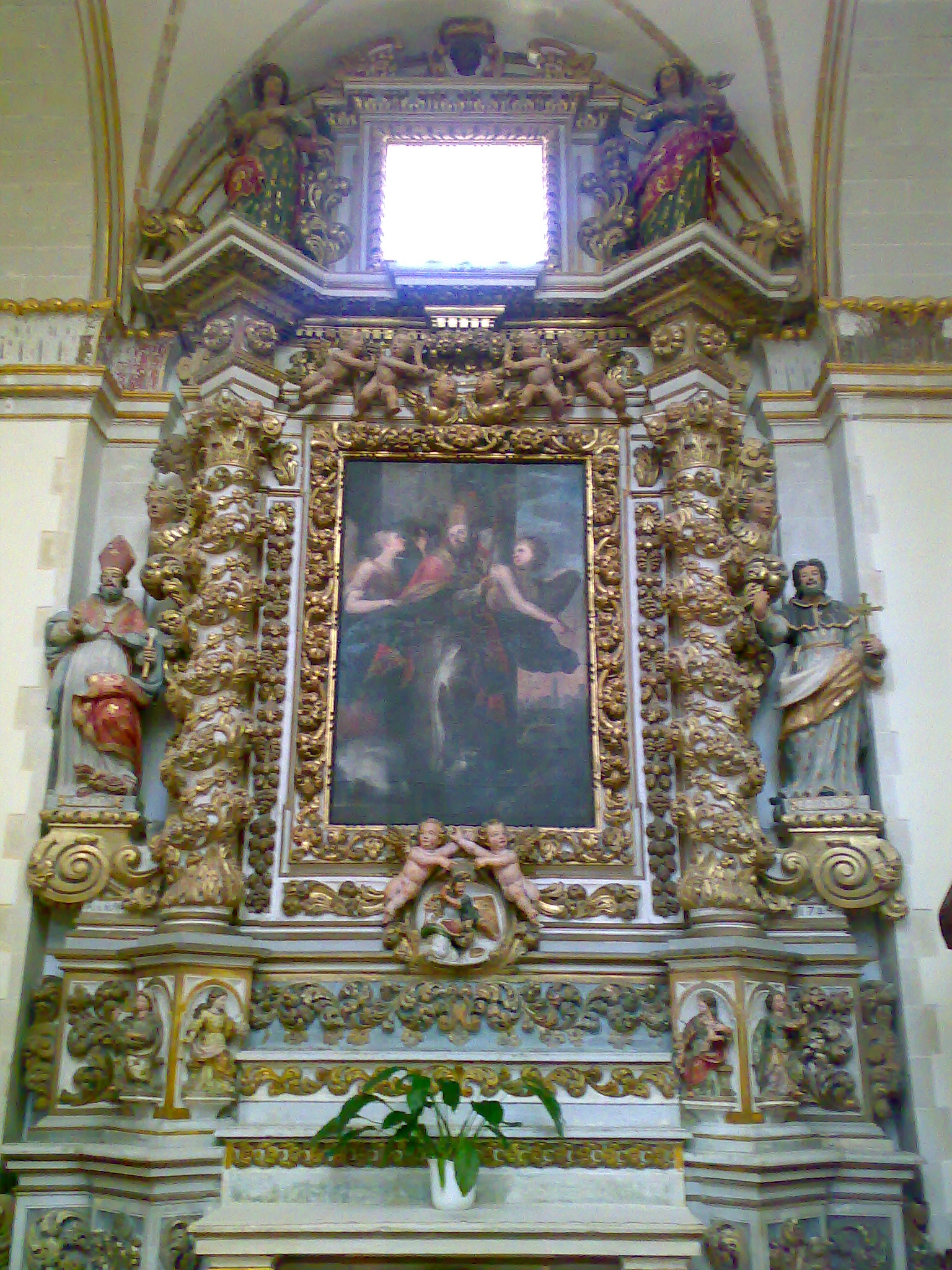
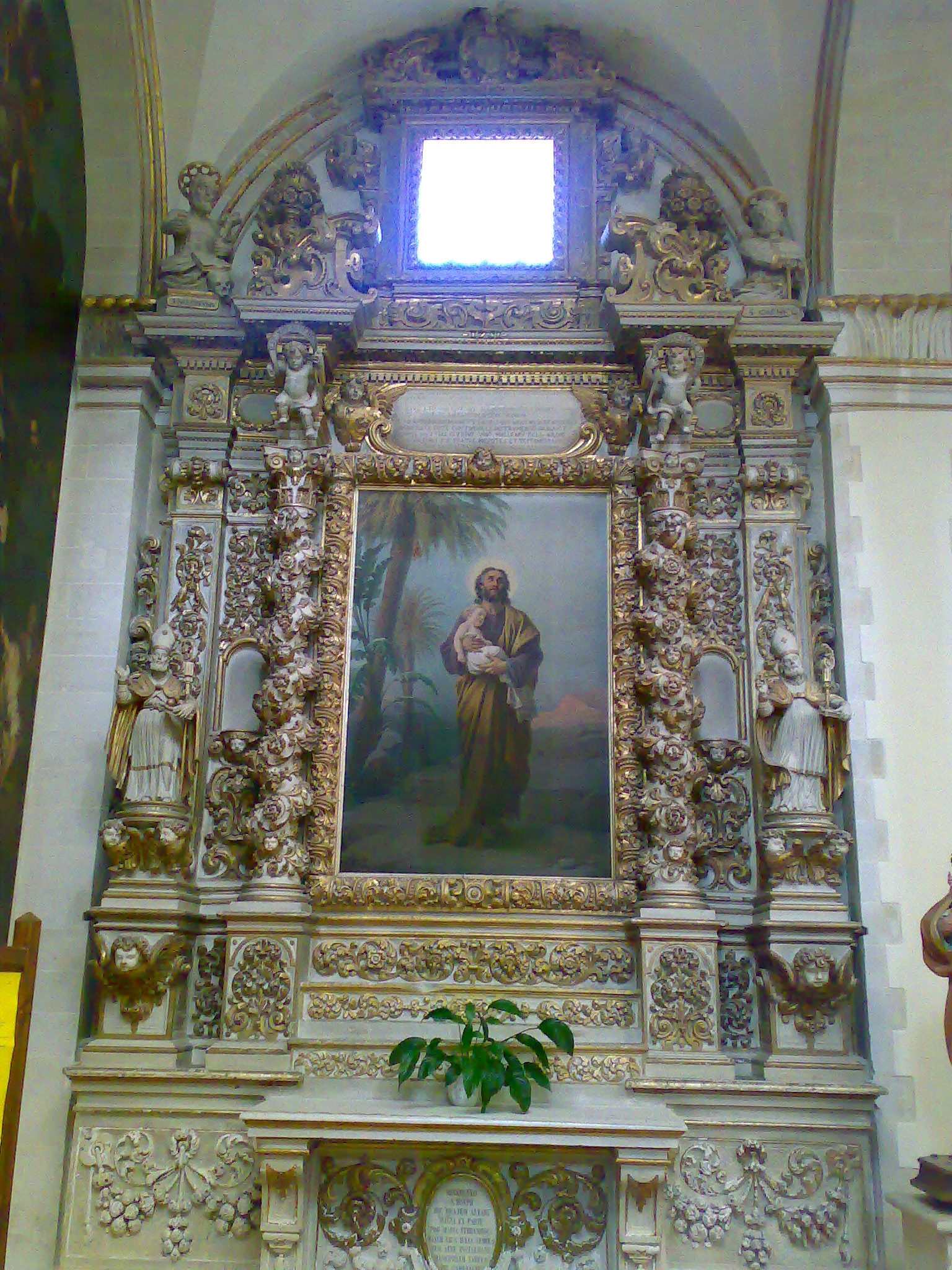

Interno

#### Chiesa dell'Immacolata

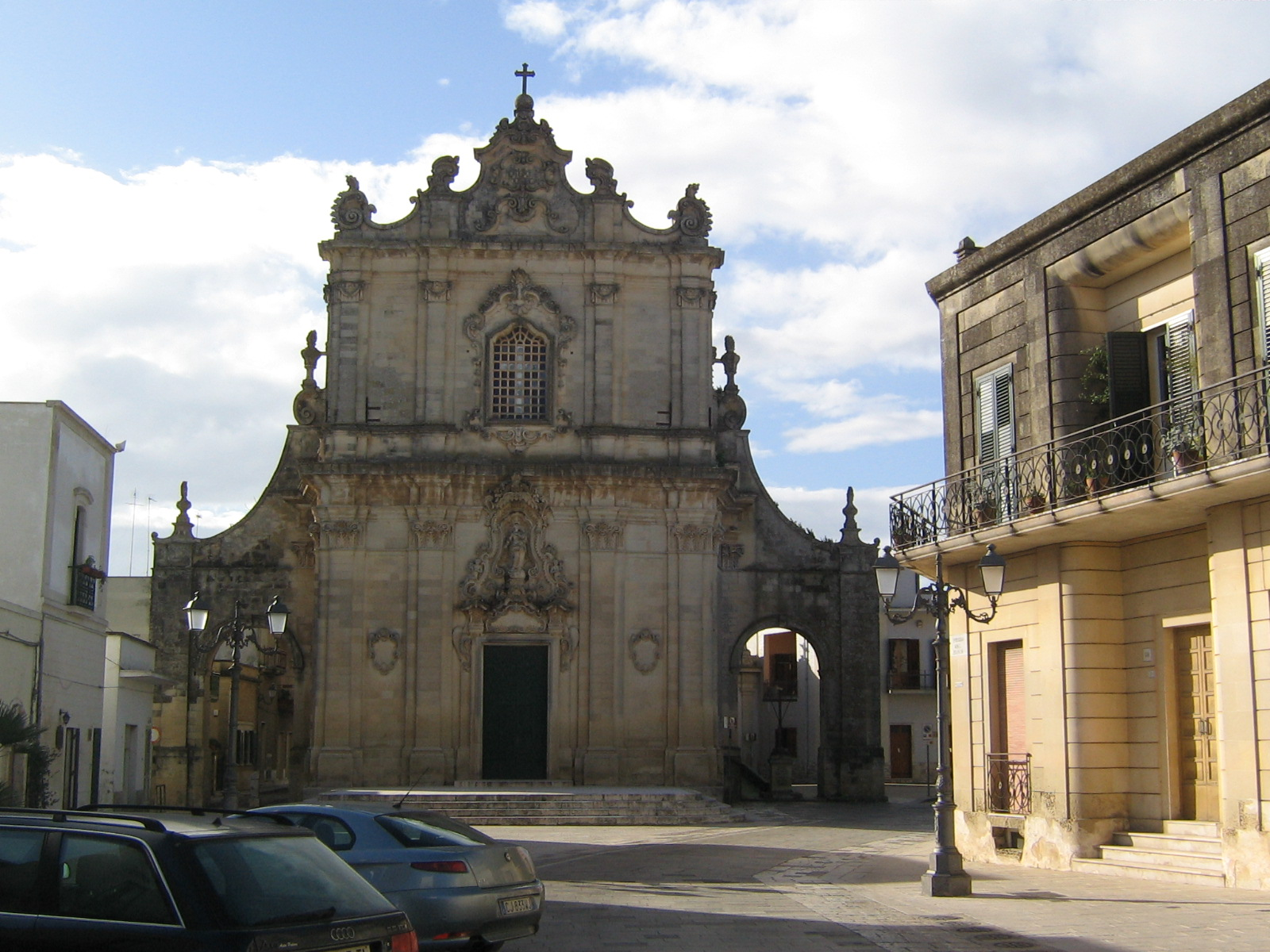
Chiesa dell'Immacolata

La Chiesa dell'Immacolata è una struttura barocca di fine Settecento edificata fra il 1778 e il 1787 come riscontrabile nelle date incise sulla facciata. Anche questa chiesa poggia sui ruderi di una struttura più antica avente lo stesso titolo e sede dell'omonima confraternita ancora esistente. La chiesa è considerata una delle meraviglie del barocco leccese.
La facciata, divisa in due ordini da un cornicione, termina con un articolato frontone curvilineo raccordato da volute. Sull'ordine inferiore si apre l'ampio portale sul quale è posizionata una sfarzosa nicchia a forma di baldacchino con la statua dell'Immacolata; sull'ordine superiore si apre invece un finestrone centrale decorato da un'elaborata cornice. Due grandi arcate, addossate alle murature laterali con funzione perlopiù statica, completano il prospetto.
L'interno, a navata unica terminante nell'abside rettangolare, possiede una copertura a botte lunettata rivestita di stucchi in stile rococò. Sulle pareti sono posizionate sei tele riguardanti il ciclo della vita della Madonna: la Natività di Maria, la Purificazione, l'Annunciazione, la Visita a Santa Elisabetta e la Presentazione. Altre tele sono quella dell'Unzione degli Infermi e dell'Immacolata; quest'ultima costituisce la pala dell'altare maggiore. La stessa chiesa è sede dell'omonima confraternita già attiva dal 1600

#### Chiesa di Santa Marina

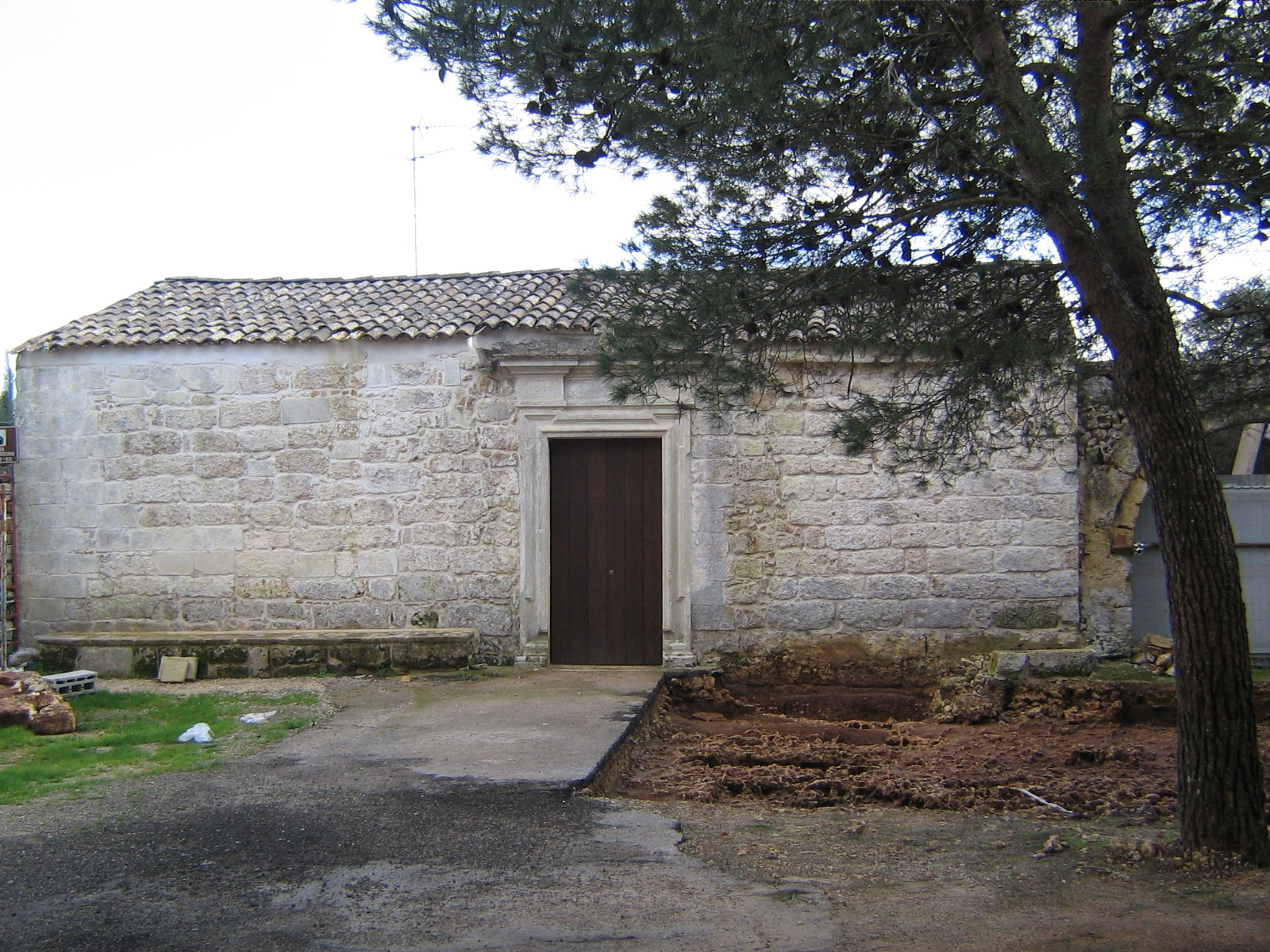
Chiesa di Santa Maria di Miggiano

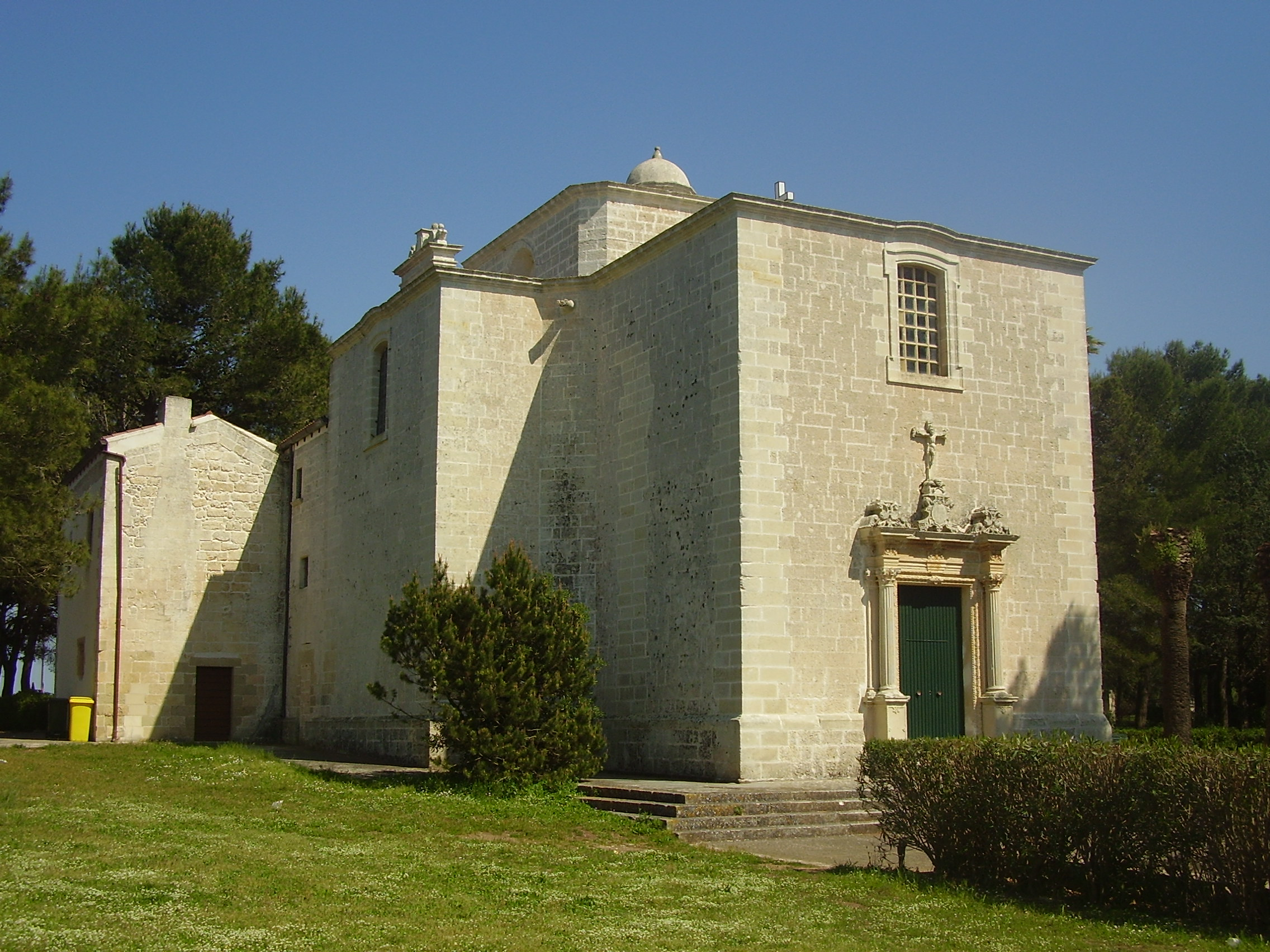
Chiesa del Crocifisso

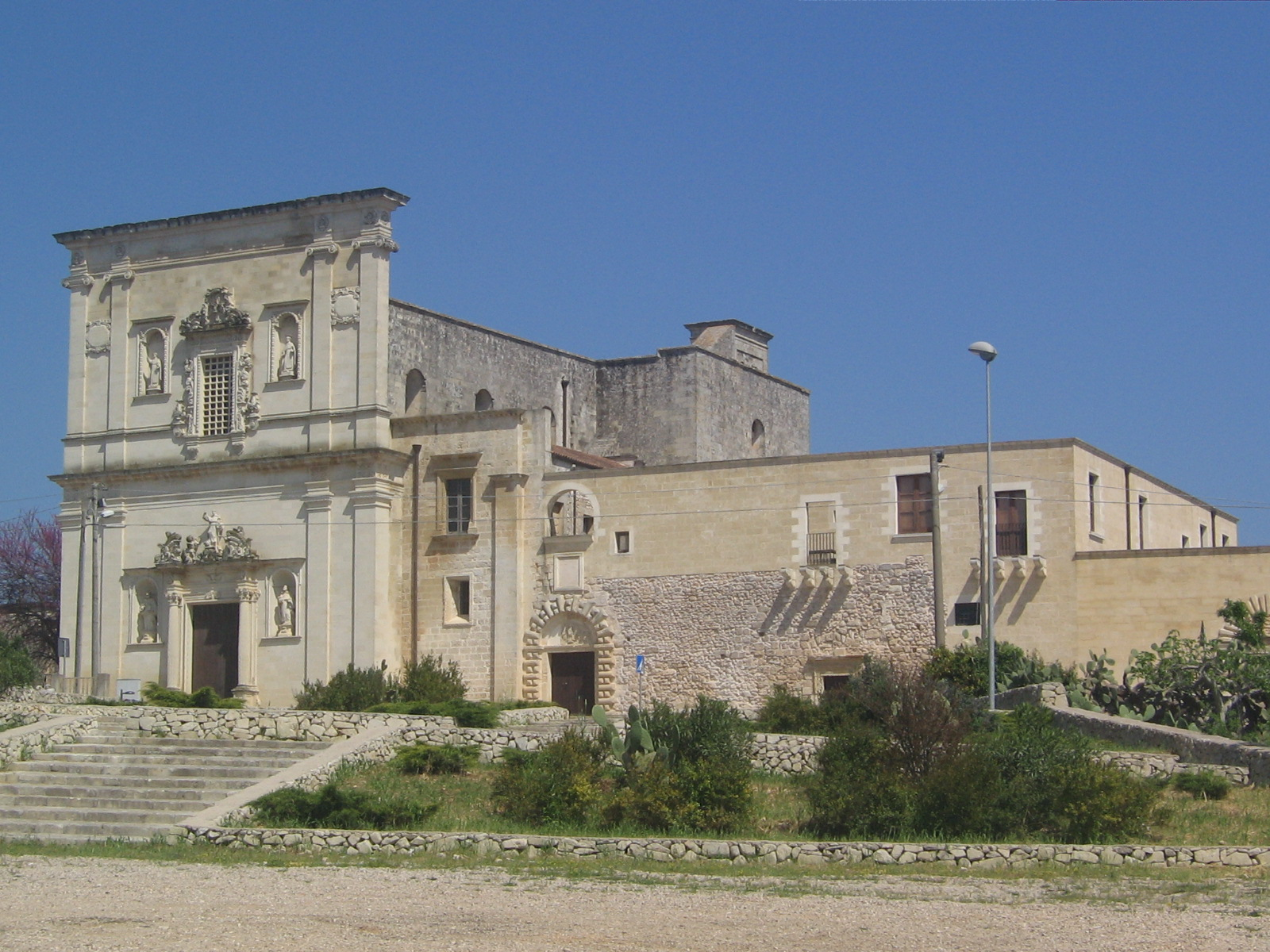
Chiesa dei Domenicani

La Chiesa di Santa Marina è la chiesa più antica di Muro e una delle più antiche chiese di Terra d'Otranto. Risale ai secoli IX-XI. Presenta una struttura muraria in parte costruita utilizzando i blocchi squadrati della cinta che proteggeva Muro in età messapica.
La facciata, semplice dal punto di vista architettonico, presenta un portale centrale sormontato da una lunetta, in passato affrescata, e un cinquecentesco campanile a vela. L'interno è a navata unica con abside semicircolare e costituisce un importante esempio di architettura bizantina. L'edificio custodisce un ciclo di affreschi antecedenti il 1087 che raffigurano la vita e le opere di San Nicola.

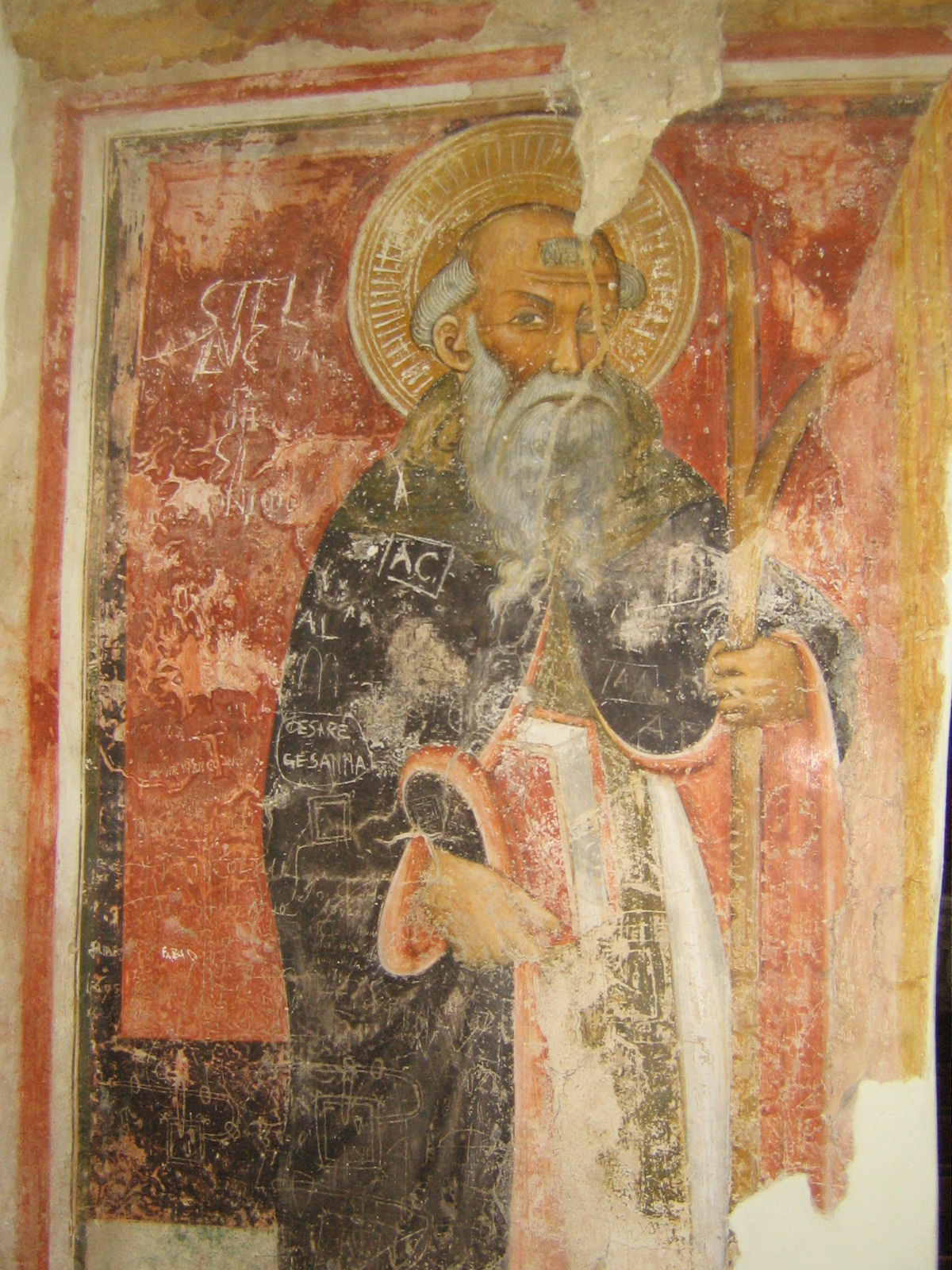
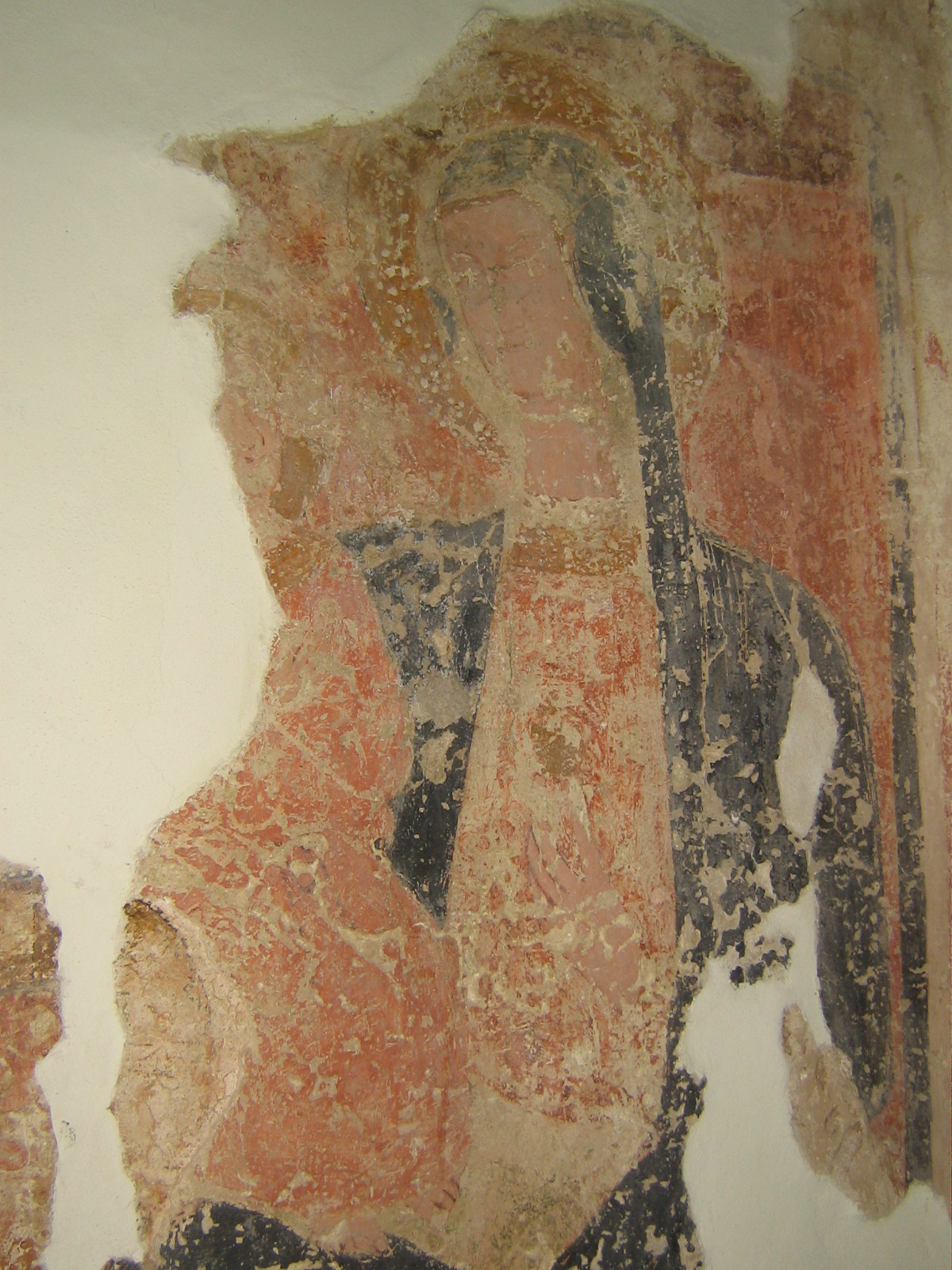
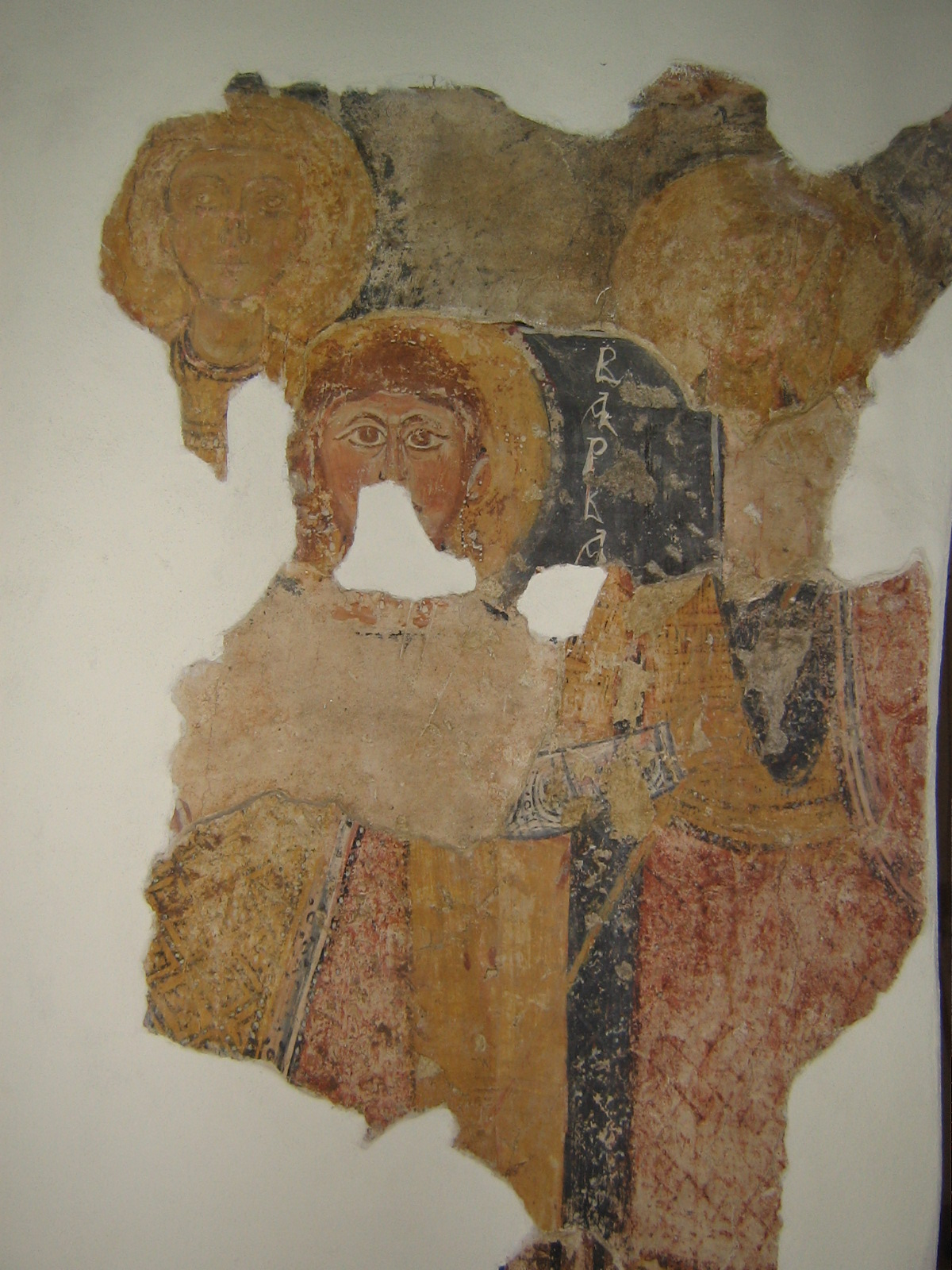
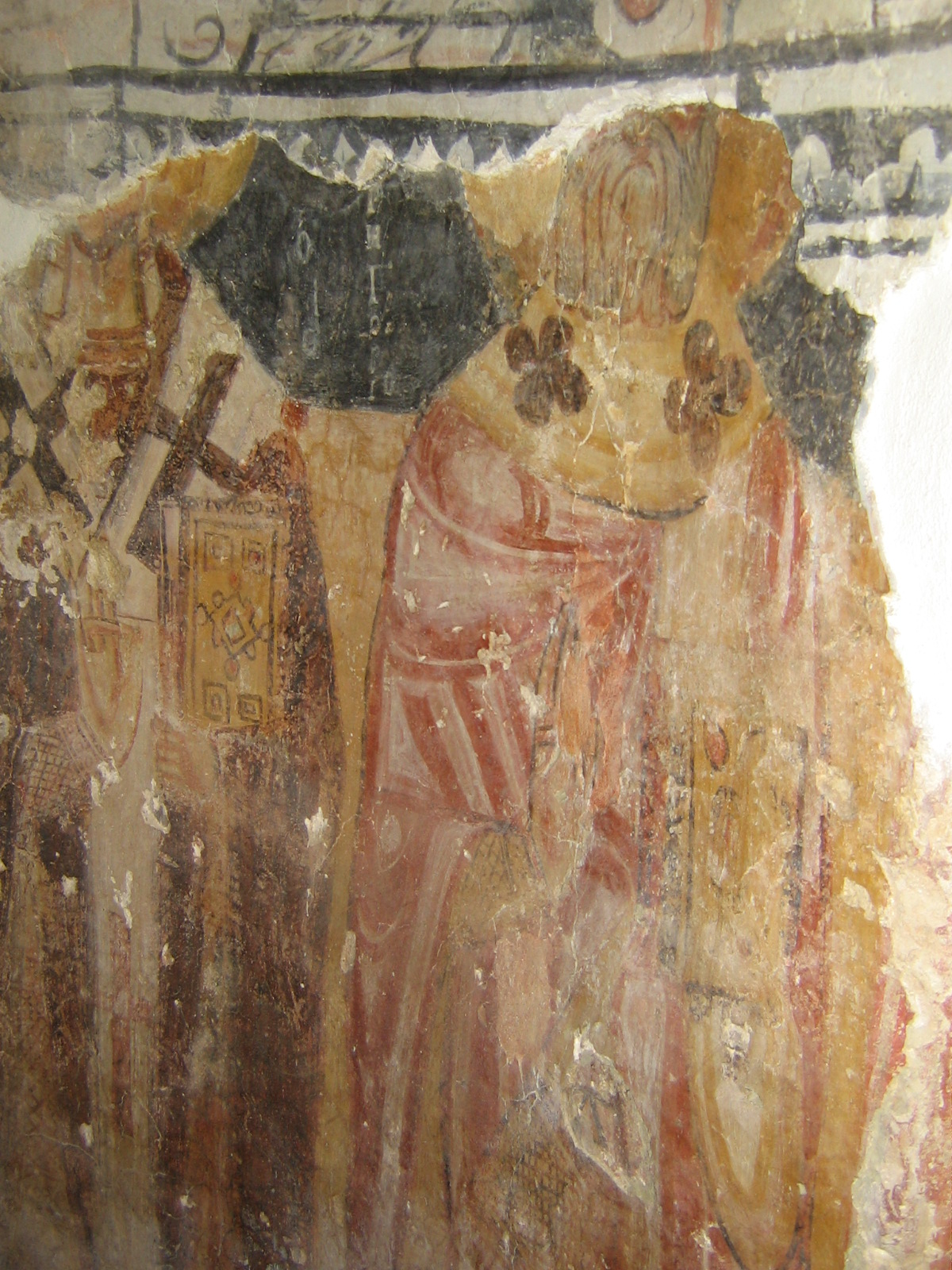

Interno

#### Chiesa di Santa Maria di Miggiano
La chiesa di Santa Maria di Miggiano è un edificio di epoca bizantina risalente al XIV-XVI secolo e costituisce l'unica testimonianza dell'antico casale di Miggiano. Situata nelle campagne muresi, nell'immediato confine con il comune di Sanarica, la struttura è a pianta rettangolare. Presenta una copertura a doppio spiovente e la maggior parte degli elementi iconografici esistenti si trovano nella zona presbiteriale e nel catino absidale. Tali affreschi risultano dipinti in varie epoche, dal 1300 fino al 1700.

Recentemente sono stati effettuati interventi di restauro che ne hanno recuperato la chiesetta e l'area circostante dalla quale sono rinvenute alcune sepolture medievali.

#### Chiesa del Crocifisso
La Chiesa del Crocifisso, situata al di fuori del centro urbano, risale al 1573 e fu completata nel 1613 per volontà di Cornelia Delli Monti, vedova del feudatario Giovan Battista I Protonobilissimo. Costruita sulle rovine di una chiesa bizantina, nel luogo dove sorgeva il casale medievale di Brongo, originariamente era dedicata a San Giovanni Battista.
L'esterno, severo ed austero, è arricchito da due portali barocchi finemente scolpiti sui quali trovano collocazione una croce e una statua del Battista in pietra leccese. I locali a ridosso dell'abside ospitarono sino al 1632 un piccolo convento di frati Francescani. L'interno, a croce greca, presenta tre altari della fine del XVII secolo; il maggiore, dedicato alla Crocifissione, ospita un gruppo scultoreo dell'artista alessanese Placido Buffelli; i due laterali sono dedicati a San Giovanni Battista e alla Pietà.

#### Chiesa e convento dei Domenicani
Il convento dei Padri Domenicani fu costruito nel 1561 per volontà del Principe di Muro Giovan Battista I Protonobilissimo. Intitolato allo Spirito Santo, fu edificato sull'antico cenobio basiliano di San Zaccaria dipendente dal Monastero di San Nicola di Casole. Fu lo stesso principe a chiamare i padri Domenicani i quali, il 13 dicembre 1562 presero possesso del convento nella persona del Vicario generale dell'ordine Pietro d'Alicante.
Nel 1583 Cornelia De Monti, moglie di Giovan Battista, fece costruire la monumentale chiesa. In stile barocco, presenta una facciata divisa in due ordini caratterizzata dalla presenza di nicchie e statue, fra cui quella di San Domenico di Guzman posizionata sull'architrave del portale d'ingresso. L'interno, a navata unica con transetto, presenta una copertura a stella decorata con pitture e ospita pregevoli altari in pietra leccese. Il convento, nella sua ultima fase, ha dato i natali all’Accademia Degli Eclissati, fondata nel 1732 da Antonio Maria Papadia.
Nel 1809, a seguito della normativa napoleonica sull'abolizione degli ordini religiosi, il convento fu soppresso. Chiesa e Convento sono stati restaurati nel 1996 per ospitare la riunione del Consiglio dei ministri dell'Agricoltura dell'Unione europea, tenutosi nell'ambito del Semestre italiano di Presidenza.

### Architetture civili

#### Palazzo del Principe
Il palazzo fu edificato nella seconda metà del XV secolo sui resti di una struttura medievale del Quattrocento. Nella zona nord del palazzo è presente un fossato di una profondità di quattro metri ricavato nella roccia e nel cortile sono presenti alcune fosse granarie.

L'edificio si presenta con un'austera facciata costituita da un portale, sormontato dallo stemma dei Protonobilissimo che raffigura un dragone, e da finestre e balconi di gusto rinascimentale.

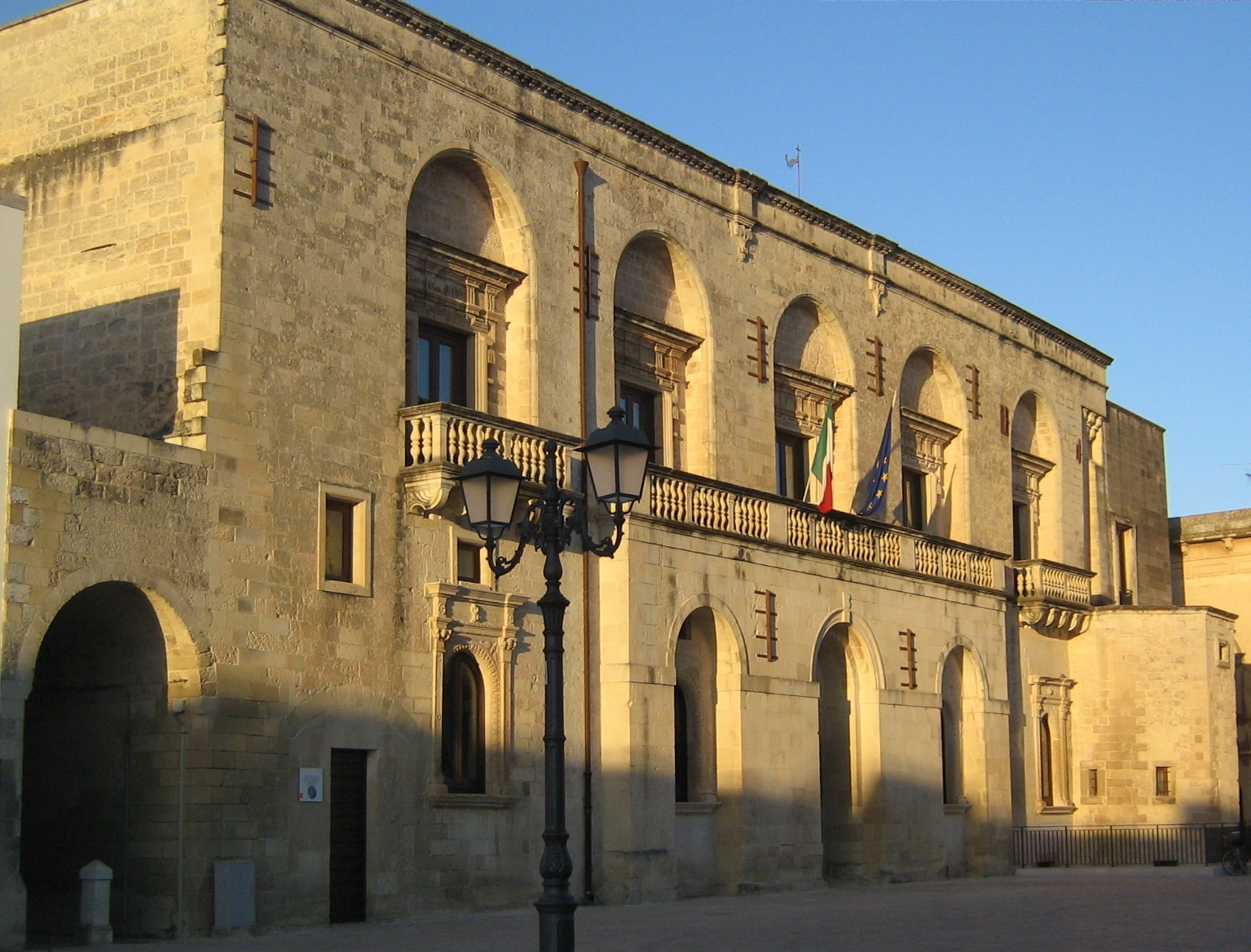
Palazzo del Principe

Entrando attraverso l'androne che conduce al cortile è possibile vedere, sotto il ponte di accesso, il fossato interrato al momento dell'ampliamento dell'edificio. Nel cortile, a sinistra, un breve tratto di viottolo con silo, relativo all'abitato quattrocentesco fu inglobato nel palazzo nel XVII secolo. Sempre nel cortile è possibile leggere, grazie all'utilizzo di tipi di pietra diversi nella costruzione del pavimento moderno, l'andamento delle murature medievali emerse durante gli scavi archeologici. A sinistra del cortile si accede, attraverso un secondo ponte che scavalca il viottolo con i silos, alle stalle seicentesche che ospitano il "Museo del Borgo". Sul lato opposto, si entra nel palazzo vero e proprio tramite una porta monumentale sulla cui architrave è riportata la data 1546. All'interno, nei tre vani principali del piano terra, i più antichi del palazzo, si possono distinguere sulle pareti le originarie disposizioni delle porte e delle finestre, lasciate a vista dopo i restauri del 2002.
Dal cortile si accede nei sotterranei dove sono visibili enormi pile monolitiche in pietra leccese per la conservazione dell'olio, le finestre a bocca di lupo per la difesa del castello cinquecentesco e, infine, il vano delle carceri, ricco di graffiti ed incisioni lasciate dai prigionieri. Dal cortile si accede anche agli ambienti del piano nobile attraverso la scala monumentale seicentesca, coronata dallo stemma dei Protonobilissimo. In questo piano si trovano le camere del principe, della principessa e le sale da mensa e di rappresentanza.
Attualmente l'edificio, è in parte destinato a sede comunale, per il resto viene utilizzato come contenitore culturale. Alcune stanze ospitano il museo che raccoglie reperti medievali e quelli provenienti dall'antica città messapica, qui esistita fra il IV e il II secolo a.C.

#### Palazzi
- Via Brongo oggi via Isonzo
  - Palazzo dei Bevilacqua
  - Palazzo Ferramosca-De Pascalis
- Via Collina oggi via Vittorio Veneto
  - Palazzo Marotta
- Via Pozzodonde oggi via Garibaldi
  - Palazzo Dragonetti
- Largo Onofrio
  - Palazzo dei Milanese
- Piazzetta Savoia
  - Palazzo Negri sec. XVIII

#### Corti
- Via Salentina
  - Corte Fiore oggi (Carluccio)
  - Corte Portapannocchia
- Via Galliano
  - Corte Spano
- Via Vittorio Veneto
  - Corte Vico Coldilana

### Siti archeologici

#### Mura messapiche
Poco si conosce di quella che doveva essere una delle più dinamiche e floride città messapiche del Salento. L'attuale nome della cittadina si deve, con molta probabilità, alla cinta muraria che i Messapi costruirono come fortificazione alla loro città. La cinta, lunga quasi quattro chilometri, delimitava un'area di 107 ettari e risulta essere inferiore solo a quella della città di Ugento. A causa dell'espansione urbanistica, nei primi anni del Novecento, i resti della messapica cinta muraria furono in gran parte distrutti o utilizzati per la costruzione di muretti a secco e piccoli edifici di campagna. Tuttavia, sono ben visibili alcuni tratti, di cui il più lungo è quello di nord-est (circa 840 metri) che comprende la porta nord, resa visibile dopo gli scavi effettuati nella seconda metà del secolo scorso. Altri tratti hanno una lunghezza di 500 e 40 metri.
Nel corso delle campagne di scavo eseguite tra il 1986 e il 1992, si è scoperto inoltre che il sistema di fortificazione non era costituito da un'unica cinta muraria. Gli scavi effettuati hanno riportato alla luce tre muri di cinta concentrici; (prima cinta - larg. 5 m), (seconda cinta - larg. 3 m), (terza cinta - larg. 3,60 m). I resti che si possono ammirare oggi, sono dunque i resti della terza cinta muraria, quella più esterna. In totale, lo spazio interessato dalle mura di fortificazione è di circa 16 metri. La data di edificazione di tali mura non è ben conosciuta. Al momento l'unico dato certo è che la prima sia precedente al 300 a.C. e che le altre siano posteriori.

#### Menhir
Al territorio di Muro Leccese appartengono alcuni monumenti megalitici della provincia di Lecce.

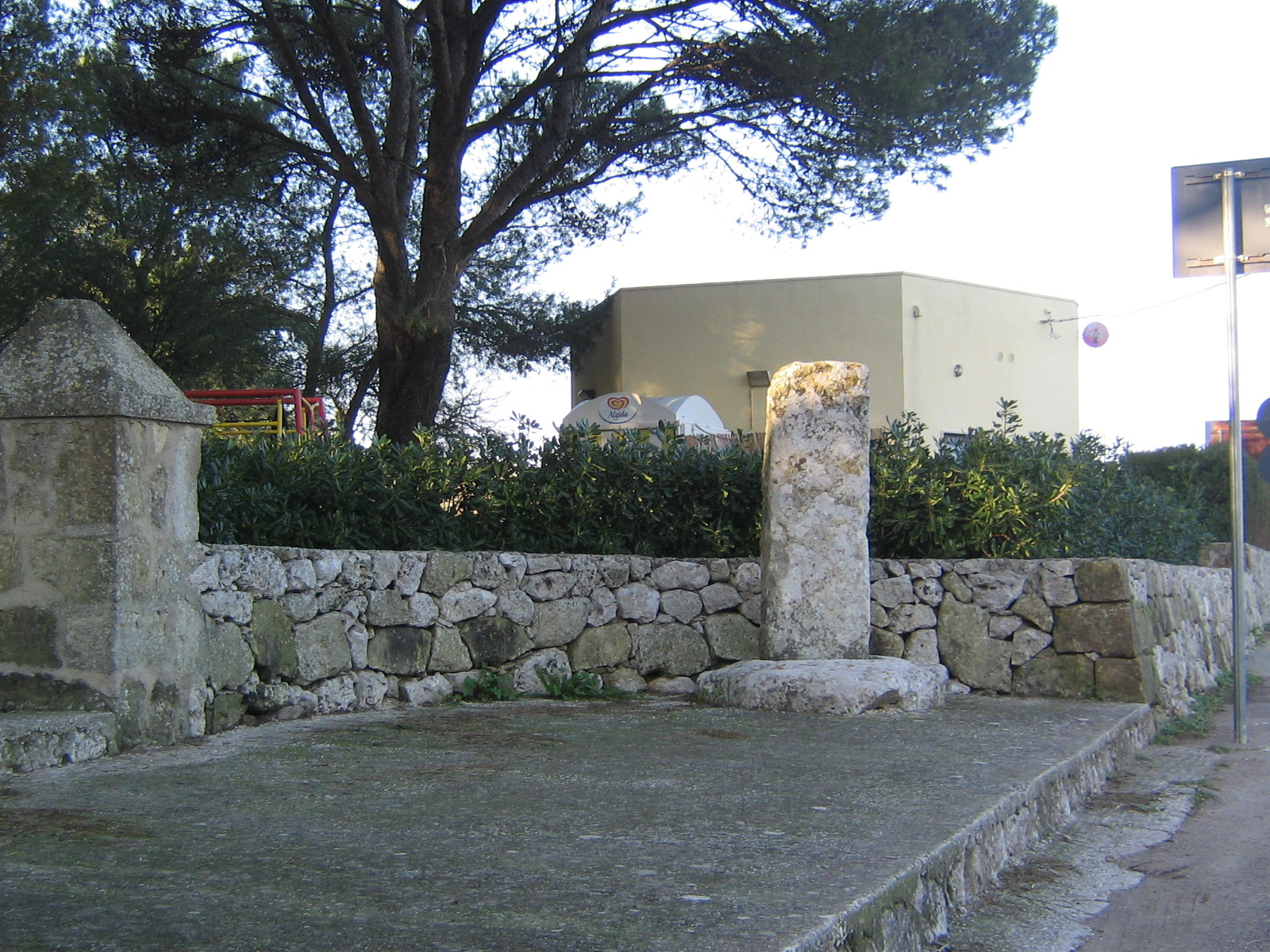
Menhir Crocefisso
Il Palumbo lo aveva trovato infisso in una base monolitica circolare alta 20 cm, sua collocazione attuale, e con un aspetto corroso. Il menhir (49 x 28 cm) presenta un'altezza di 140 cm, spigoli arrotondati e due croci graffite sul lato N. È ubicato nei pressi della chiesa del Crocefisso.
Menhir Giallini
Il monolite ha una base quasi quadrata (37 x 40 cm) ed è alto 130 cm. Presenta numerose formazioni di licheni e una croce graffita sul lato N.
Menhir Miggiano
Alto all'incirca 200 cm, è situato nei pressi della chiesa bizantina di Santa Maria di Miggiano.
Menhir Trice
Alto 430 cm, è situato nell'omonima piazzetta nei pressi della chiesa bizantina di Santa Marina.
Menhir Croce di Sant'Antonio
Alto 420 cm, è situato al confine con il comune di Sanarica.

## Società

### Evoluzione demografica
Abitanti censiti

### Etnie e minoranze straniere
Al 31 dicembre 2019 a Muro Leccese risultano residenti 138 cittadini stranieri. Le nazionalità principali sono:
- Romania - 44
- Marocco - 20
- Armenia - 04

### Lingue e dialetti
Il dialetto parlato a Muro Leccese è il dialetto salentino nella sua variante meridionale. Il dialetto salentino si presenta carico di influenze riconducibili alle dominazioni e ai popoli stabilitisi in questi territori che si sono susseguite nei secoli: messapi, greci, romani, bizantini, longobardi, normanni, albanesi, francesi, spagnoli.

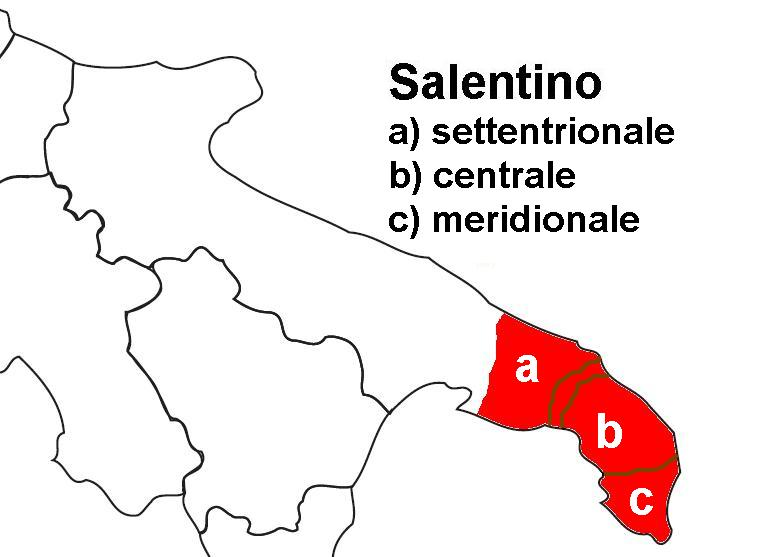
Diffusione del dialetto salentino

## Cultura

### Calcio e Sport
La squadra principale della città è la Gioventù Calcio Muro Leccese, militante nel campionato provinciale di seconda categoria, girone Lecce.

### Istruzione

#### Biblioteche
- Biblioteca Comunale; fondata nel 1963, dal 1983 ha sede presso il settecentesco Palazzo Negri.

#### Scuole
Il comune di Muro Leccese ospita sul suo territorio una scuola dell'infanzia, una scuola primaria e una scuola secondaria di 1º grado appartenenti al locale Istituto Comprensivo Statale. È presente anche una scuola dell'infanzia paritaria.

#### Musei
- Museo di Borgo Terra presso il cinquecentesco Palazzo del Principe[13]

### Media

#### Radio
- Studio 99[14]

### Cinema
A Muro Leccese sono stati girati i seguenti film:
- Il giudice Mastrangelo, fiction prodotta da Mediaset.

### Eventi
- Festa del SS.Crocefisso - dal 2 al 4 maggio;
- Festa di Santa Maria di Miggiano - giovedì dopo Pasqua;
- Festa di Santa Marina - seconda domenica di luglio;
- Estate Murese - è una raccolta di eventi, sagre e mostre;
- Stracittadina del Borgo - è una superveloce di 9 km che si corre lungo le vie del paese la prima domenica di agosto;
- Festa di Sant'Oronzo - dal 25 al 27 agosto
- Festa dei Santi Medici - dal 26 al 28 settembre;
- Festa de "Lu Porcu Meu" - terza domenica di ottobre (degustazione di carne di maiale);
- "Lu Paniru de San Zaccaria" - antica festività medievale già attiva agli inizi del Trecento. La festa è documentata in un "privilegio" di Ferdinando II di Napoli, datato 12 giugno 1496 con cui non si faceva altro che riconfermare dei privilegi e concessioni alla Fiera e Paniru de San Zaccaria dei secoli precedenti. Il termine paniru o paniri trova affinità col termine greco moderno di "panejuri", cioè "festa popolare". La manifestazione è stata ripristinata nel novembre 2009 successivamente risopressa.

## Infrastrutture e trasporti

### Strade
I collegamenti stradali principali sono rappresentati da:
- Da nord e da est Strada statale 16 Adriatica Lecce-Maglie
- Da sud Strada statale 275 di Santa Maria di Leuca Maglie-Santa Maria di Leuca

Il centro è anche raggiungibile dalle strade provinciali interne: SP64 Muro Leccese-Scorrano, SP157 Muro Leccese-intersezione SS Maglie-Otranto, SP363 Maglie-Muro Leccese-Santa Cesarea Terme, SS497 Maglie-Muro Leccese-Sanarica-Poggiardo.

### Ferrovie
La cittadina è servita dall'omonima stazione ferroviaria posta sulla ferrovia Zollino-Gagliano del Capo delle Ferrovie del Sud Est.

## Amministrazione
Di seguito è presentata una tabella relativa alle amministrazioni che si sono succedute in questo comune.
| Periodo        | Periodo        | Primo cittadino       | Partito                     | Carica  | Note   |
| -------------- | -------------- | --------------------- | --------------------------- | ------- | ------ |
| 4 luglio 1985  | 7 giugno 1990  | Giuseppe Carluccio    | lista civica                | Sindaco | [ 15 ] |
| 7 giugno 1990  | 24 aprile 1995 | Giuseppe Carluccio    | Partito Socialista Italiano | Sindaco | [ 15 ] |
| 24 aprile 1995 | 14 giugno 1999 | Salvatore Negro       | centro-sinistra             | Sindaco | [ 15 ] |
| 14 giugno 1999 | 14 giugno 2004 | Salvatore Negro       | lista civica                | Sindaco | [ 15 ] |
| 15 giugno 2004 | 8 giugno 2009  | Antonio De Iaco       | lista civica                | Sindaco | [ 15 ] |
| 8 giugno 2009  | 26 maggio 2014 | Gabriella Cretì       | lista civica                | Sindaco | [ 15 ] |
| 26 maggio 2014 | 26 maggio 2019 | Antonio Lorenzo Donno | lista civica                | Sindaco | [ 15 ] |
| 26 maggio 2019 | in carica      | Antonio Lorenzo Donno | lista civica                | Sindaco | [ 15 ] |